# Cuarteto de cuerda (Elgar)

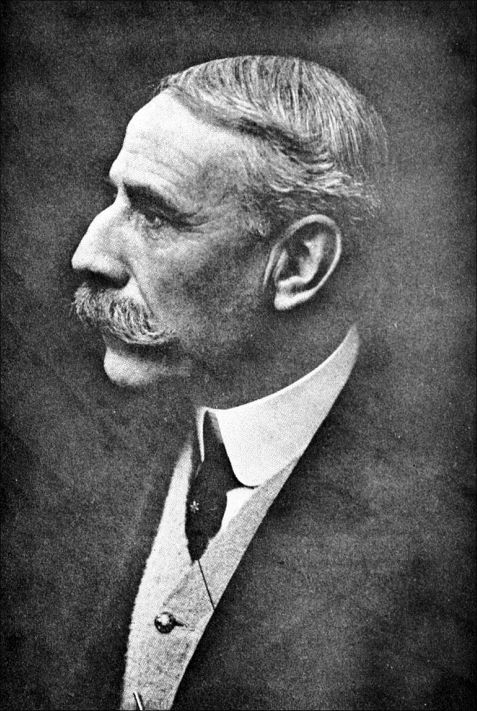
Elgar en 1917.

El Cuarteto de cuerda en mi menor, Op. 83 es una obra camerística compuesta por Edward Elgar en 1918. La obra está dedicada al Cuarteto Brodsky. 

## Historia

### Antecedentes
Elgar había escrito un cuarteto de cuerda mucho antes en su carrera, al que asignó el Opus 8, pero lo destruyó. Hizo varios otros intentos, que no llegaron a nada. Por ejemplo, dejó de lado el trabajo en un cuarteto para trabajar en su Primera sinfonía.
Este cuarteto fue creado a partir de una solicitud de Carl Fuchs, violonchelista del Brodsky Quartet y profesor del Royal Manchester College of Music. En febrero de 1900, Elgar y su esposa asistieron a una presentación de sus Variaciones Enigma en Manchester, dirigida por Hans Richter. En la cena, después del concierto, Richter le presentó a Adolph Brodsky y su esposa, así como a Carl Fuchs. Fuchs luego le pidió a Elgar que compusiera un cuarteto para el conjunto.

### Composición
En 1917, Elgar estaba enfermo y deprimido por la guerra en Londres. Comenzó a trabajar en el cuarteto de cuerdas el 25 de marzo de 1918, mientras se recuperaba en su casa en Severn House después de que le extirparan las amígdalas. Terminó solo el primer tema del primer movimiento en ese momento. En mayo, Lady Elgar encontró "Brinkwells", una cabaña rodeada de bosques cerca de Fittleworth en Sussex, en la que podía trabajar en reclusión lejos de las preocupaciones del mundo. Ahora centró su atención en la Sonata para violín en mi menor, completándola el 15 de septiembre. Inmediatamente después se puso a trabajar en el Quinteto con piano en la menor. Interrumpió el trabajo de esa pieza el 8 de octubre para volver al Cuarteto; completó el movimiento medio el 26 de noviembre, y el movimiento final el 24 de diciembre. Después terminó el Cuarteto con piano en enero de 1919. El Cuarteto se presentó por primera vez en privado en Severn House, la casa de Elgar en Londres, en enero de 1919, con la presencia de George Bernard Shaw, entre otros. Otra interpretación privada se realizó en la casa londinense de su amigo Frank Schuster el 26 de abril de 1919.
Elgar fue asistido en la escritura para violín, como lo había sido en la escritura del Concierto para violín en si menor en 1909-10, por su gran amigo WH Reed, quien también dirigió el cuarteto en las primeras interpretaciones privadas. Se trata de una de las tres principales obras de música de cámara escritas por Elgar. Las otras fueron la Sonata para violín en mi menor, Op. 82 y el Quinteto con piano en la menor, Op. 84. Junto con el Concierto para violonchelo en mi menor, Op. 85 de 1919, estas serían sus últimas obras importantes antes de su muerte en 1934.
La dedicatoria que figura en la partitura es para el Cuarteto Brodsky, dirigido por Adolph Brodsky, en honor a la promesa que Elgar había hecho años antes de escribir una obra para ellos. Sin embargo, los miembros del cuarteto tenían en ese momento alrededor de 70 años y no pudieron ser los intérpretes del estreno.

### Estreno y publicación
El estreno público se celebró el 21 de mayo de 1919 en el Wigmore Hall de Londres y la interpretación corrió a cargo de Albert Sammons y W. H. Reed en los violines, Raymond Jeremy en la viola y Felix Salmond al violonchelo. En esa ocasión también se estrenó el Quinteto con piano en la menor. El grupo fue catalogado como el "Cuarteto de Cuerdas Británico". Algunas fuentes dicen que el London String Quartet realizó el estreno, pero Albert Sammons fue el único miembro común de ambos grupos.
La primera edición de la obra fue llevada a cabo en 1919 por el editor Novello en Londres.

## Estructura y análisis
La obra consta de tres movimientos:

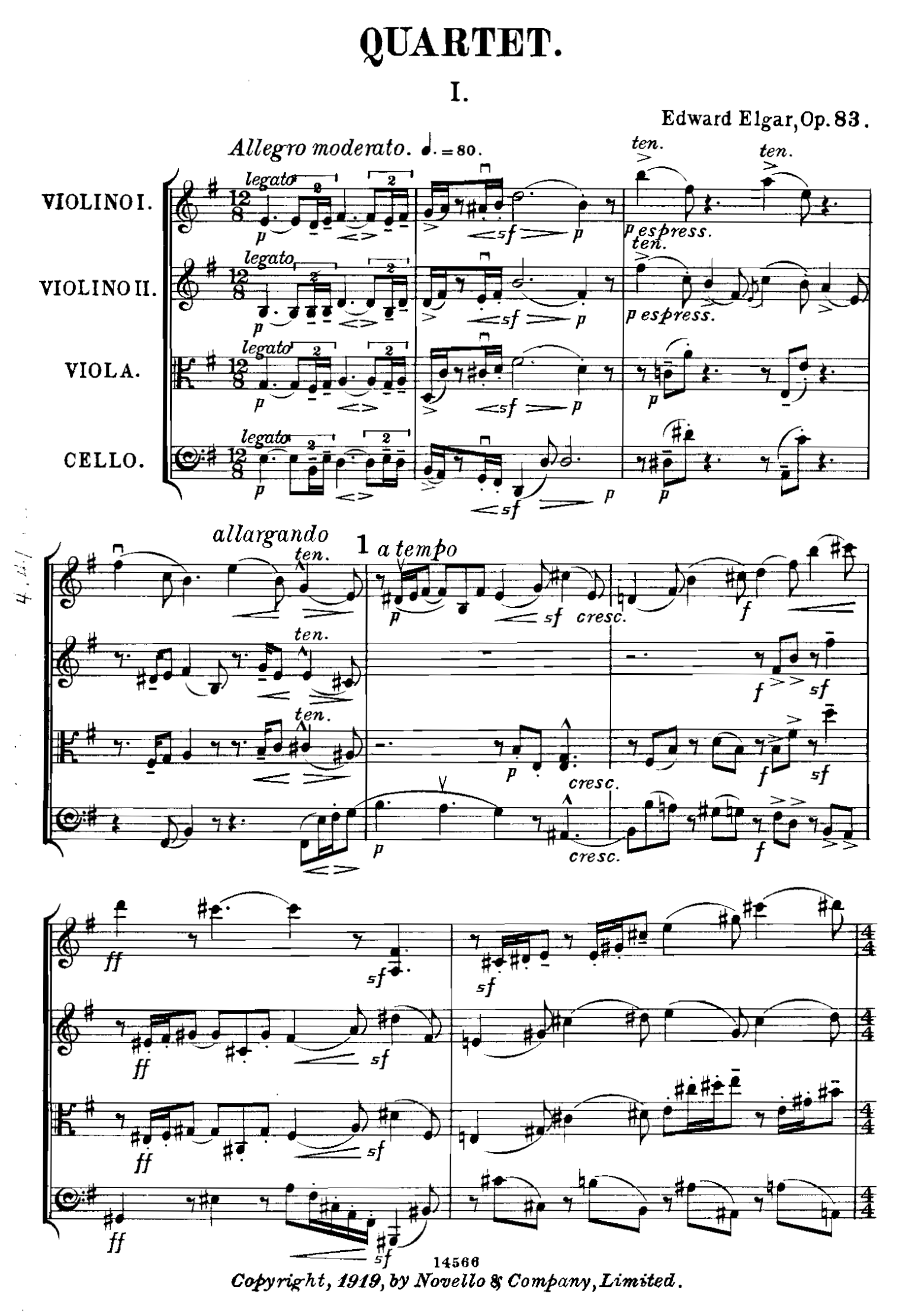
Primera página de la partitura.

- I. Allegro moderato, en mi menor 12
8  ( ‧ = 80)
- II. Piacevole (poco Andante), 3
8 ( ‧ = 104)
- III. Allegro molto, 4
4 ( = 132)

La interpretación de esta obra dura aproximadamente entre 25 y 30 minutos.

### I.Allegro moderato
El primer movimiento, Allegro moderato, está escrito en la tonalidad en mi menor y en compás de 12/8.

### II.Piacevole (poco Andante)
El segundo movimiento, Piacevole (poco Andante), está en compás de 3/8. El movimiento lento era el favorito de la esposa de Elgar, Caroline Alice Elgar, quien lo describió como "sol capturado". Fue interpretado en su funeral en 1920 por Albert Sammons, W. H. Reed, Lionel Tertis y Felix Salmond. Contiene una cita de Chanson de Matin de Elgar.

### III.Allegro molto
El tercer movimiento, Allegro molto, está en compás de 4/4. 

## Recepción de la obra
Cuando visitó al compositor durante su enfermedad terminal y después de haber escuchado una grabación de gramófono del segundo movimiento, Arthur Troyte Griffith comentó: "Seguramente eso es tan bueno como un movimiento de Beethoven". Elgar estuvo de acuerdo: "Sí, lo es, y hay algo en él que nunca antes se había hecho". Cuando se le preguntó qué quería decir, Elgar simplemente respondió: "Nada que puedas entender, simplemente un arreglo de notas". Brian Newbould ha propuesto que Elgar puede haber insinuado una reformulación abreviada del tema de apertura antes de la coda. Presumiblemente, después de completar el movimiento, cruzó el cuarto compás (entre los compases 263 y 264), pero aún pudo retener la armonización original.